# Alexandre Jumelin
Alexandre Jumelin (conocido como Alex Jumelin; París, 23 de noviembre de 1977) es un deportista francés que compite en ciclismo en la modalidad de BMX estilo libre, especialista en la prueba de flatland.
Ganó una medalla de bronce en el Campeonato Mundial de Ciclismo Urbano de 2021 y una medalla de bronce en el Campeonato Europeo de Ciclismo BMX Estilo Libre de 2021. Adicionalmente, consiguió una medalla de plata en los X Games.

## Palmarés internacional
| Campeonato Mundial | Campeonato Mundial    | Campeonato Mundial | Campeonato Mundial |
| Año                | Lugar                 | Medalla            | Competición        |
| ------------------ | --------------------- | ------------------ | ------------------ |
| 2021               | Montpellier (Francia) | Medalla de bronce  | Flatland           |
| Campeonato Europeo |                       |                    |                    |
| Año                | Lugar                 | Medalla            | Competición        |
| 2021               | Bochum (Alemania)     | Medalla de bronce  | Flatland           |

| X Games de Verano | X Games de Verano | X Games de Verano | X Games de Verano |
| Año               | Lugar             | Medalla           | Prueba            |
| ----------------- | ----------------- | ----------------- | ----------------- |
| 2022              | Chiba (Japón)     | Medalla de plata  | Flatland          |